# Bandidas
Bandidas é uma comédia de ação de faroeste francês, mexicano e americano de 2006, estrelado por Salma Hayek e Penélope Cruz, dirigido por diretores noruegueses Joachim Rønning e Espen Sandberg e produzido e escrito por Luc Besson. Ele narra o conto de duas mulheres muito diferentes, em meados de século 19 do México, que resolvem roubar um banco em dupla num esforço para combater um executor implacável que está aterrorizando a sua cidade.
Este é o primeiro filme que Cruz e Hayek estrelaram juntas. Foi uma co-produção entre França, Estados Unidos e México. As filmagens ocorreram no Parque Nacional Sierra de Órganos, em Sombrerete, Zacatecas, Durango, e San Luis Potosí. As filmagens começaram em 17 de setembro de 2004 na Cidade do México e terminaram em dezembro do mesmo ano.
O filme é ocasionalmente comparado ao filme Viva Maria! (1965). Nesse caso, a dupla de revolucionárias mexicanas são interpretadas por Brigitte Bardot e Jeanne Moreau. As semelhanças são muitas, inclusive o nome das protagonistas: "Maria".

## Sinopse
No México, duas mulheres acabam se tornando assaltantes de bancos para lutarem contra a ameaça de um homem poderoso com o nome Tyler Jackson (Dwight Yoakam) qual o seu maior desejo é roubar o México, que havia matado o pai de uma delas e roubado a fazenda da outra. Recheado de cenas picantes de beijos e disputa entre as duas de qual beija melhor o atrapalhado legista Quentin Cooke (Steve Zanh), que gera várias cenas de comédia.

## Elenco
- Penélope Cruz .... Maria Alvarez
- Salma Hayek .... Sarah Sandoval
- Steve Zahn .... Quentin Cooke
- Dwight Yoakam .... Tyler Jackson
- Denis Arndt .... Ashe
- Audra Blaser .... Clarissa Ashe
- Sam Shepard .... Bill Buck
- Ismael 'East' Carlo .... Don Diego Sandoval
- Gary Cervantes .... Pedro
- José María Negri .... padre Pablo
- Édgar Vivar .... gerente do banco
- Ana Ofelia Murguía .... Consuelo

## Lançamento e recepção
Bandidas ganhou $18.381.890 milhões de dólares em todo o mundo incluindo $3.153.999 milhões de dólares no México e $2.380.000 milhões de dólares na Rússia. O filme recebeu críticas em sua maioria mistos, com 62% dos 15 opiniões sobre Rotten Tomatoes.